# 199-es busz (Budapest, 2008–2023)
A budapesti 199-es jelzésű autóbusz a Határ út metróállomás és az Áchim András utca között közlekedett munkanapokon. 
A viszonylatot az ArrivaBus üzemeltette.

## Története
2008. szeptember 6-ától a 194-es járattal párhuzamosan közlekedik a 199-es autóbusz is, amely a megszűnt 154-es és 154B járatok útvonalát is bejárja.
2020. április 1-jén a koronavírus-járvány miatt bevezették a szombati menetrendet, ezért a vonalon a forgalom szünetelt. Az intézkedést a zsúfoltság miatt már másnap visszavonták, így április 6-ától újra a tanszüneti menetrend van érvényben, a szünetelő járatok is újraindultak.
2022. május 16-ától az autóbuszokra kizárólag az első ajtón lehet felszállni, ahol a járművezető ellenőrzi az utazási jogosultságot.
2023. március 17-én üzemzárással megszűnt, forgalmát közös szakaszukon a sűrűbben közlekedő 194-es busz, önálló szakaszán az új 268-as járat vette át.

## Útvonala
| Áchim András utca felé |
| Határ út M vá. – Ferde utca – Ady Endre út – Álmos utca – Pannónia út – Kós Károly tér – Pannónia út – Nádasdy utca – Hofherr Albert utca – Áchim András utca vá.                                                       |
| Határ út felé |
| Áchim András utca vá. – Hofherr Albert utca – Ady Endre út – Vas Gereben utca – Nádasdy utca – Pannónia út – Kós Károly tér – Pannónia út – Baross utca – Ady Endre út – Mátyás király utca – Üllői út – Határ út M vá. |

## Megállóhelyei
| 0  | Határ út M végállomás                  | 14 | 66, 66B, 66E, 84E, 89E, 94E, 99, 123, 123A, 142E, 194, 194B, 294E 42, 50, 52 626, 628, 629, 660 1080, 1110 |
| 1  | Corvin körút                           | 11 | 99, 194, 194B                                                                                              |
| 2  | Kós Károly tér                         | 10 | 99, 148, 194, 194B                                                                                         |
| 3  | Pannónia út                            | ∫  | 99, 148, 194, 194B                                                                                         |
| 4  | Zoltán utca                            | 8  | 99, 194, 194B                                                                                              |
| 5  | Hunyadi tér                            | 7  | 99, 151, 194, 194B                                                                                         |
| 6  | Batthyány utca                         | 6  | 194, 194B                                                                                                  |
| 7  | Kossuth Lajos utca                     | 5  | 68, 194, 194B                                                                                              |
| 8  | Pincér utca (↓) Vas Gereben utca (↑)   | 4  | 68, 194, 194B                                                                                              |
| 9  | Garázs utca                            | ∫  | 194, 194B                                                                                                  |
| 10 | Hofherr Albert utca                    | ∫  | 194, 194B                                                                                                  |
| ∫  | Mészáros Lőrinc utca                   | 3  | |
| ∫  | Szegfű utca                            | 2  | |
| ∫  | Vas Gereben utca (Ady Endre út)        | 2  | 42 |
| ∫  | Ady Endre út                           | 1  | 93, 93A 42 S21 (Kispest vasútállomás)                                                                      |
| 11 | Áchim András utca vonalközi végállomás | 0  | |